# Сараи на Вели паша
Сараите на Вели паша са две регионални османски резиденции в Османска Тесалия, изградени при управлението на тези земи от Вели паша, който е един от двамата сина на Али паша Янински.
Издигането им се е запечатало в народната памет, въпреки обстоятелството, че при управлението от Али паша на целия Янински пашалък кипи значителна и трескава строителна дейност. Тези две постройки, незапазени днес, са останали в народната памет с името "сарай".
Те са се намирали в османските Тирнаво и Дечани, днес носещи гръцките имена Тирнавос и Етолофос.  Вели паша е на два пъти санджакбей на Трикалски санджак (1804-1807 и 1812-1819). Сараят на Тирнаво е изграден в периода 1814-1816, след което е опожарен през 1822 г. - в началото на лятото. От него нищо не е останало, с изключение на сведенията на четирима западни пътешественици и художници, които са го видели, описали и отразили в онези години. Намирал се е на южния край на Тирнаво, на левия бряг на Суха река (древната Титарисос), в близост до моста над нея. Сарая носел типичните характеристики на османската анатолийска архитектура с влияние в някои елементи от модерната европейска архитектура по това време – най-вече в централната си и представителна част.
Днес се правят опити за компютърни възстановки в 3D измерение на двата османски сарая в Северна Тесалия, както и на Хасан баба теке на входа на Темпи откъм Тесалия.